# Llei Orgànica (Espanya)
Una llei orgànica és un tipus de llei aprovada per les Corts Generals de l'estat espanyol relacionades amb els drets i llibertats fonamentals i amb àmbits institucionals importants segons defineix la Constitució (incloent, entre d'altres, els estatuts d'autonomia, els referèndums i els processos electorals, el funcionament i l'organització del Tribunal Constitucional, l'organització de l'exèrcit i la successió al tron).
A diferencia de les lleis ordinàries pel fet que per ser aprovada ha de tenir majoria absoluta al Congrés dels Diputats i perquè és reservada a unes matèries concretes. Tan sols les Corts Generals poden articular lleis orgàniques. Foren incorporades a l'ordenament jurídic espanyol de manera novedosa amb la Constitució espanyola de 1978, inspirant-se en la Constitució francesa de 1958.

## Concepte
La Constitució espanyola de 1978 determina en el seu article 81, que les lleis organiques són aquelles relatives al desenvolupament dels drets fonamentals i de les llibertats públiques, les que aprovin els Estatuts d'Autonomia i el règim electoral general i altres previstes en la Constitució. L'aprovació, la modificació o la derogació de les lleis orgàniques exigirà la majoria absoluta del Congrés dels Diputats en una votació final sobre el conjunt del projecte.
L'aparició d'aquest article a la Constitució, va fer plantejar al Tribunal Constitucional si les lleis ordinàries estaven supeditades a les lleis orgàniques. La sentència del tribunal va rebutjar el caràcter superior d'aquestes sobre la resta de les lleis. Segons la doctrina cap d'elles no pot envair l'àmbit material en què ha d'utilitzar-se l'una o l'altra.

## Exemples de Lleis Orgàniques
- Llei Orgànica 6/2006 de 19 de juliol de Reforma de l'Estatut d'Autonomia de Catalunya[2]
- Llei Orgànica 4/2000, d'11 de gener, sobre Drets i Llibertats dels Estrangers a Espanya i la seva Integració Social
- Llei Orgànica 5/1985 de 19 de juny de Règim electoral general[3]
- Llei Orgànica 15/1999 de 13 de desembre de Protecció de Dades[4]
- Llei Orgànica de Protecció de la Seguretat Ciutadana (1992)
- Llei Orgànica de Protecció de la Seguretat Ciutadana (2015)